# Willard McDaniel
Willard McDaniel  (* 12. März 1877 in Missouri; † 1967 in Pomona, Kalifornien) war ein US-amerikanischer Rhythm & Blues und Jazzpianist, der in der Musikszene von Los Angeles arbeitete.

## Leben

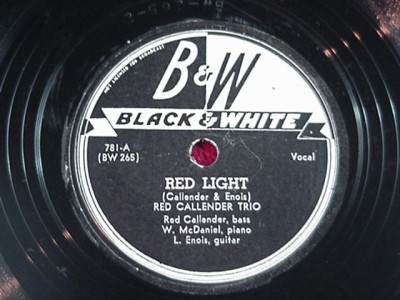
78er von Black & White Records des Red Callender Trio von 1946 mit Willard McDaniel und Leonard „Lucky“ Enois (Gitarre): Red Light / Be Happy Pappy

McDaniel begann in früher Kindheit Piano zu spielen. Ab Mitte der 1930er-Jahre lebte er in Kalifornien, wo er bei Roy Milton spielte. Ab Mitte der 1940er-Jahre arbeitete er mit Red Callender und Irving Ashby, ferner begleitete er in den folgenden Jahren in verschiedenen Ensembles die Vokalisten Joe Alexander, Ernestine Anderson, Percy Mayfield, T-Bone Walker (T Bone Shuffle, Midnight Blues, #11 in der R&B-Chart), Meredith Howard, Micky Cooper, Jimmy Witherspoon, Pearl Traylor, Gene Parrish, Helen Humes, Jimmy Nelson, Roy Hawkins, Smokey Hogg und Donna Hightower bei Plattenaufnahmen.
1952 hatte er erstmals Gelegenheit, in Triobesetzung (mit Al Morgan, Bass und Bill Streets, Schlagzeug) für Specialty Records die Titel Ciribiribin Boogie und Blues for Mimi (#424) aufzunehmen, gefolgt von Singles wie Blues on the Delta (#415). Weitere Nummern spielte er 1953/54 für Crown Records ein (u. a. die Singles Your Feet’s Too Big / I’m Waiting for Ships (#101), The Curse of an Aching Heart / My Sin (#107), If I Had My Life to Live Over (#117), Baby Be Good / Only a Fool (#129)), z. T. in erweiterter Besetzung u. a. mit Milt Bernhart, Vido Musso, Bumps Myers, Jewell Grant und mit Maxwell Davis, mit dem auch Anfang 1959 McDaniels letzte Plattensession erfolgte (Music By Lionel Hampton and Others, Crown). 1958 erschien auf dem Label McDaniels einzige LP, 88 a la Carte. Im Bereich des Jazz und R&B war er zwischen 1945 und 1959 an 50 Aufnahmesessions beteiligt, u. a. mit Vido Musso (The Swingin’st).